# Вильянуэва, Артуро
Артуро Вильянуэва Галеана (исп. Arturo Villanueva Galeana; 17 января 1896, Монтеррей — 11 сентября 1980, Мехико) — мексиканский спортивный стрелок. Участник летних Олимпийских игр 1932 года, серебряный призёр Игр Центральной Америки 1930 года.

## Биография
Артуро Вильянуэва родился 17 января 1896 года в мексиканском городе Монтеррей.
В 1930 году завоевал серебряную медаль Игр Центральной Америки в Гаване в стрельбе с 50 метров из произвольного пистолета, уступив Хосе Виле из Мексики.
В 1932 году вошёл в состав сборной Мексики на летних Олимпийских играх в Лос-Анджелесе. В стрельбе с 25 метров из скоростного пистолета поделил 4-6-е места с Вальтером Бонинсеньи из Италии и Хосе Гонсалесом из Испании, набрав 35 очков. Вильянуэва без промаха поразил 18 мишеней на предварительном этапе, по шесть — во втором и третьем раундах и пять из шести в четвёртом раунде, уступив лишь трём будущим призёрам.
Умер 11 сентября 1980 года в Мехико.